# Паул Бадура-Шкода
Паул Бадура-Шкода (Беч, 6. октобар 1927 — 25. септембар 2019) био је аустријски пијаниста.

## Биографија
Рођен је 6. октобра 1927. у Бечу. Био је ученик Едвина Фишера. Први пут се истакнуо освајањем прве награде на аустријском музичком такмичењу 1947. Године 1949. наступао је са диригентима међу којима су били Вилхелм Фуртвенглер и Херберт фон Карајан. Током своје дуге каријере снимао је са диригентима међу којима су били Ханс Кнаперцбуш, Херман Шерхен и Џорџ Сел. Заједно са савременицима, Фридрихом Гулдом и Јоргом Демусом, био је део такозване „бечке тројке”.
Био је најпознатији по изведбама Волфганга Амадеуса Моцарта, Лудвига ван Бетовена и Франца Шуберта, али имао је опсежан репертоар који укључује многа дела Фредерика Шопена и Мориса Равела. Бадура-Шкода је био познат по наступима на историјским инструментима, а поседовао је неколико (његов снимак комплетних клавирских соната Шуберта налази се на пет инструмената из његове приватне колекције). Као плодни уметник, Бадура-Шкода снимио је преко 200 плоча, укључујући мноштво дупликата створених да истакну звук различитих клавира. На пример, на плочи из 2013. године, три пута је снимио Шубертову последњу сонату на инструментима из 1820-их, 1920-их и почетка 2000-их (већ је снимао комад неколико пута раније); један од његових боксева комплетних клавирских соната Бетовена слично је укључивао три различите верзије сонате Hammerklavier. Заправо, он је једина особа која је снимила комплетне клавирске сонате Моцарта, Бетовена и Шуберта и на историјским и на модерним инструментима.
Његова честа сарадња са Демусом обухватала је неколико снимака и наступа у дуету и књигу о интерпретацији Бетовенових соната за клавир. Бадура-Шкода је такође сарађивао са Френком Мартином, производећи издања и снимке његове музике и неколико чланака о томе. Године 1974. завршио је обимну турнеју по свим великим градовима Јужне Африке.
Бадура-Шкода, који се сматрао једним од главних пијаниста свог времена, био је члан жирија неких од најпрестижнијих клавирских такмичења (нпр. међународно пијанистичко такмичење Paloma O'Shea Santander 1987). Такође је био познат по својој музичкој стипендији, често заједно са супругом Евом. Уредио је једну од књига Моцартових клавирских концерата за Neue Mozart-Ausgabe. Такође је произвео књиге о интерпретацији клавирске музике Моцарта и музике на клавијатурама Јохана Себастијана Баха, које су преведене на неколико језика. Бадура-Шкода је такође понудио завршене верзије неколико Шубертових дела која композитор никада није завршио.
Често је свирао и снимао на модерном клавиру, а такође је сакупљао и рестаурирао клавире који су датирали од краја 18. до средине 19. века. Почео је 1980-их да ради на серији снимака избора Хајднових соната и комплетних клавирских соната Моцарта, Бетовена и Шуберта, двадесет седам CD-а на десетак његових историјских инструмената.
Преминуо је након трогодишње борбе са карциномом 25. септембра 2019. у Бечу.

## Награде
- Аустријски часни крст за науку и уметност, 1. класа (1976)[7]
- Bösendorfer-Ring (1978)
- Национални орден Легије части (1993)
- Орден за уметност и писање (1997)
- Златна медаља за услуге граду Бечу (2007)
- Почасно одликовање у сребру за заслуге Републици Аустрији (2006)[8]
- Докторат на музичкој академији у Кракову (2013)[9]